# Alet-les-Bains

Alet-les-Bains este o comună în departamentul Aude din sudul Franței. În 1 ianuarie 2022 avea o populație de 384 de locuitori.